# Buzz Communication
「Buzz Communication」（引領風潮）是AAA的第6枚原創專輯。於2011年2月16日發行。唱片公司為avex trax。

## 概要
- 與上一張專輯「HEARTFUL」相距約1年。
- 收錄第24張單曲「想見你的理由 / Dream After Dream ～夢醒之夢～」至第27張單曲「重要的事」的6首A面曲，以及「不屈的心」的B面曲「Day by day」和新曲「STEP」等，共12首曲目。此外，「WOW WAR TONIGHT（日高 RAP ver.）」、「DEPARTURES」和「愛戀 心痛 堅強」這3首B面曲收錄在「mu-mo shop限定盤」。
- 與單曲「重要的事」同時發行。
- 本作的標題由日高光啓提出，「Buzz為『口耳相傳』之意，加上意謂著人與人緊密聯繫的『Communication』一詞，希望能趁勢藉此專輯讓更多人認識和愛上AAA。」
- 本作分「初回限定盤（Jacket A CD+2DVDs）」、「Jacket B CD+DVD」、「Jacket C CD盤」和「mu-mo shop限定盤」4種版本
- 「初回限定盤（Jacket A CD+2DVDs）」收錄了AAA在2010年9月11日所舉行的「AAA 5th Anniversary Premium Award at YOKOHAMA ARENA」和「想見你的理由」、「STEP」等6首歌曲的PV，而「Jacket B CD+DVD」收錄了6首歌曲的PV和Making。
- 在2月28日於公信榜專輯週排行榜取得第2位。

## 收錄內容

### CD（初回限定盤・CD+DVD・CD盤）
1. accel.
（作曲・編曲：小室哲哉）
純音樂。
2. PARADISE
（作詞：kenko-p 作曲：小室哲哉 Rap詞：日高光啓 編曲：齋藤真也）
26th單曲・伊藤洋華堂「Heater Body」電視廣告歌曲
3. 不屈的心 (負けない心)
（作詞：kenn kato 作曲：小室哲哉 Rap詞：日高光啓 編曲：ats-）
25th單曲・朝日電視台電視劇「懸崖邊的繪里子」主題曲
4. 想見你的理由 (逢いたい理由)
（作詞：Kyasu Morizuki 作曲：小室哲哉 Rap詞：日高光啓 編曲：斎藤真也）
24th單曲・日本電視台節目「二匹目のどじょう」片尾曲
5. one more tomorrow
（作詞・作曲：小室哲哉 Rap詞：日高光啓 編曲：華原大輔）
西島隆弘・浦田直也・日高光啓・與真司郎・末吉秀太主唱
6. Endless Fighters
（作詞：kenn kato 作曲：小室哲哉 Rap詞：日高光啓 編曲：tasuku）
26th單曲・東京電視台節目「Pokemon Smash!」片尾曲
7. STEP
（作詞：BOUNCEBACK 作曲：小室哲哉 Rap詞：日高光啓 編曲：齋藤真也）
8. Digest
（作詞：leonn Rap詞：日高光啓 作曲・編曲：小室哲哉）
宇野實彩子・浦田直也・日高光啓・與真司郎主唱
9. Love@1st Sight
（作詞：Mio Aoyama 　作曲：小室哲哉 編曲：ats-）
西島隆弘・末吉秀太・伊藤千晃主唱
10. Dream After Dream ～夢醒之夢～ (Dream After Dream 〜夢から醒めた夢〜）
（作詞：kenn kato 作曲：小室哲哉 Rap詞：日高光啓 編曲：齋藤真也）
24th單曲
11. 重要的事 （ダイジナコト）
（作詞・作曲：小室哲哉 Rap詞：日高光啓 編曲：Sin）
27th單曲・富士電視台節目「ウチくる!?」片尾曲、伊藤洋華堂「新生活」電視廣告歌曲
12. Day by day
（作詞・作曲：小室哲哉 Rap詞：日高光啓 編曲：齋藤真也）
25th單曲・avex artist academy廣告歌曲
「不屈的心」的B面曲

### CD（mu-mo shop限定盤）

#### Disc 1
1. accel.
2. PARADISE
3. 不屈的心
4. 想見你的理由
5. one more tomorrow
6. Endless Fighters
7. STEP
8. Digest
9. Love@1st Sight
10. Dream After Dream ～夢醒之夢～
11. 重要的事
12. Day by day
13. WOW WAR TONIGHT（日高 RAP ver.）
（作詞・作曲：小室哲哉 Rap詞：日高光啓 編曲：ats-）
14. DEPARTURES
（作詞・作曲：小室哲哉 編曲：ats-）
15. 愛戀 心痛 堅強
（作詞・作曲：小室哲哉 Rap詞：日高光啓 編曲：渡辺徹）

#### Disc 2
1. Think about AAA 5th Anniversary 〜season 1〜
2. Think about AAA 5th Anniversary 〜season 2〜
3. Think about AAA 5th Anniversary 〜season 3〜
4. Think about AAA 5th Anniversary 〜season 4〜
5. Think about AAA 5th Anniversary 〜season 5〜
6. Think about AAA 5th Anniversary 〜season 6〜

### DVD（初回限定盤）

#### Disc 1 （AAA 5th Anniversary Premium Award at YOKOHAMA ARENA）
1. BLOOD on FIRE
2. Friday Party
3. 美麗的天空
4. DRAGON FIRE
5. 哈利路亞
6. Shalala 希望之歌
7. 颶風·莉莉，波士頓·瑪麗
8. 刀魂男孩
9. Let it beat!
10. "Q"
11. 口香糖
12. Samurai heart-侍魂-
13. Get 啾!
14. 紅唇羅曼蒂卡
15. SUNSHINE
16. Red Soul
17. MIRAGE
18. BEYOND～超越極限
19. MUSIC!!!
20. 啟程之歌
21. Break Down
22. Hide-away
23. Heart and Soul
24. 想見你的理由
25. 不屈的心

#### Disc 2
1. 想見你的理由 （Music Clip）
2. Dream After Dream ～夢醒之夢～ （Music Clip）
3. 不屈的心 （Music Clip）
4. PARADISE （Music Clip）
5. 重要的事 （Music Clip）
6. STEP （Music Clip）

### DVD（CD+DVD）
1. 想見你的理由 （Music Clip）
2. Dream After Dream ～夢醒之夢～ （Music Clip）
3. 不屈的心 （Music Clip）
4. PARADISE （Music Clip）
5. 重要的事 （Music Clip）
6. STEP （Music Clip）
7. 想見你的理由 （Music Clip Making）
8. Dream After Dream ～夢醒之夢～ （Music Clip Making）
9. 不屈的心 （Music Clip Making）
10. PARADISE （Music Clip Making）
11. 重要的事 （Music Clip Making）
12. STEP （Music Clip Making）

### DVD（mu-mo shop限定盤）
1. AAA TOUR History
  1. AAA Heart to ♥ TOUR 2010
  2. AAA Buzz Communication Tour 2011